# Acanthornis magna
El sedosito tasmano (Acanthornis magna) es una especie de ave paseriforme de la familia Acanthizidae endémica de  Tasmania. Es la única especie del género Acanthornis. 

## Subespecies
- Acanthornis magna greeniana
- Acanthornis magna magna